# Animal Welfare Institute
 (décembre 2019).
Si vous disposez d'ouvrages ou d'articles de référence ou si vous connaissez des sites web de qualité traitant du thème abordé ici, merci de compléter l'article en donnant les références utiles à sa vérifiabilité et en les liant à la section « Notes et références ».
Pour les articles homonymes, voir AWI.
L'Animal Welfare Institute (AWI) est un organisme de charité américain fondé en 1951 dans le but de lutter contre la maltraitance animale. Sa division législative, la Society for Animal Protective Legislation (SAPL), a pour vocation d'appuyer le passage des lois dans ce but. 